# Alabama Song (roman)
Pour les articles homonymes, voir Alabama Song.
Alabama Song est un roman de Gilles Leroy paru le 23 août 2007 aux éditions du Mercure de France. Le 5 novembre 2007, le roman obtient le prix Goncourt au quatorzième tour de scrutin.

## Résumé
Il s'agit d'une autobiographie fictive de Zelda Fitzgerald, épouse de Francis Scott Fitzgerald. Bien que Gilles Leroy, son auteur, ait toujours insisté sur le fait que cet ouvrage n'était pas une biographie mais un roman, il s'est appuyé sur un important travail de recherche, le conduisant sur les traces de Zelda, au nom de laquelle il s'exprime, utilisant la première personne du singulier. Il ira ainsi jusqu'en Alabama, pour voir les tableaux peints par son héroïne.
Évoquant la relation tumultueuse qu'entretint Zelda avec son époux, l'auteur en brosse un portrait intime dans lequel il suggère que Francis Scott Fitzgerald était impuissant et incapable d'aimer sa femme à sa juste valeur.

## Accueil
Le roman remporte le prix Goncourt au quatorzième tour de scrutin. Dans la liste finale, Alabama Song était en lice face à La passion selon Juette de Clara Dupont-Monod, À l'abri de rien d'Olivier Adam, Le Rapport de Brodeck de Philippe Claudel et Le canapé rouge de Michèle Lesbre.
Le roman s'est vendu à un peu moins de 200 000 exemplaires, ce qui est un échec relatif pour un prix Goncourt.

## Éditions
- Alabama Song, Mercure de France, 2007  (ISBN 978-2-7152-2645-6)
- Alabama Song, coll. « Folio », éditions Gallimard, 2009  (ISBN 978-2-07-035984-4)
- Alabama Song lu par Fanny Ardant, coll. « Écoutez lire », éditions Gallimard, 2010  (ISBN 978-2070124503)